# پاسپورت افغانستان
پاسپورت افغانستان سندی رسمی است که برای سفر باشندگان افغانستان به خارج از کشور صادر می‌شود.
پاسپورت افغانستان در سه گونهٔ عادی، خدمت و دیپلماتیک صادر می‌شود. پاسپورت‌های عادی افغانستان در داخل کشور توسط وزارت داخله (ریاست پاسپورت) و در خارج از کشور توسط نمایندگی‌های کنسولی افغانستان صادر می‌شوند. پاسپورت‌های خدمت و دیپلماتیک در وزارت خارجه صادر می‌شوند.
که دارای کم‌ترین ارزش در میان تمام پاسپورت‌های ملل است.
پاسپورت‌های افغانستان به رنگ آبی می‌باشد که نشان ملی افغانستان در پایین جلد آن‌ها درج و عبارت (د افغانستان اسلامی جمهوریت) به زبان پشتو و (جمهوری اسلامی افغانستان) و واژهٔ پاسپورت به زبان فارسی و عبارت Islamic Republic of afghanistan و کلمه Passport به زبان انگلیسی نیز در زیر آن نوشته شده‌است.
پاسپورت افغانستان دارای ۴۸ صفحه است. بنا بر تحقیق وبگاه Henley Passport Index، در ماه می سال ۲۰۲۱، رتبه این پاسپورت ۱۱۰ (از بین پاسپورت ۱۱۰ کشور مورده تحقیق) است که دارندگان آن، قادر به سفر به بیست و شش کشور به صورت بدون ویزا یا ویزا در زمان ورود هستند.

## پاسپورت‌های متداول
پاسپورت متداول کنونی افغانستان ماشین‌خوان مطابق با استاندارد ایکائو است. این پاسپورت همانند کتاب‌های فارسی و پشتو از سمت راست باز می‌شود.

### پاسپورت‌های دست‌نویس
پاسپورت‌های دست‌نویس قدیمی چهار گونه بوده‌است، پاسپورت عادی به رنگ آبی کم‌رنگ، پاسپورت تحصیلی به رنگ سرخ، پاسپورت تجارتی به رنگ سبز تیره، پاسپورت‌های خدمت به رنگ آبی پر رنگ و پاسپورت‌های دیپلماتیک به رنگ سیاه. در تمام این پاسپورت‌ها عبارت دولت جمهوری افغانستان ذکر شده‌است. این پاسپورت‌ها از اواخر سال ۲۰۱۷ میلادی غیرقابل اعتبار هستند و دیگر صادر نمی‌شوند.

### پاسپورت‌های ماشین‌خوان
از سال ۲۰۱۳ میلادی، صدور پاسپورت‌های ماشین‌خوان به صورت محدود آغاز شد، اما اکنون به‌طور کامل جایگزین پاسپورت دست‌نویس شد. در این سری از پاسپورت‌ها، پاسپورت تحصیلی و پاسپورت تجارت حذف شده‌اند و سه نوع پاسپورت وجود دارد به این ترتیب:
1. پاسپورت عادی
2. پاسپورت خدمت به رنگ سرخ
3. پاسپورت دیپلماتیک

این پاسپورت‌ها فقط به صورت چاپی و دارای کد که قابل خواندن توسط ماشین بوده اما بیومتریک یا دیجیتال نیستند.

## هزینهٔ اخذ پاسپورت
براساس قانون جدیدی که در مورخ ۱۹\۷\۱۳۹۴ به توشیح محمداشرف غنی رسید، هزینهٔ یک جلد پاسپورت برای بزرگسالان ۵٬۰۰۰ افغانی و برای افراد زیر سن ۱۴ سال ۲٬۷۵۰ افغانی می‌باشد، و همچنین افرادی که پاسپورت خود را گم کرده‌اند باید برای دریافت دوباره پاسپورت ۱۱٬۵۰۰ افغانی پرداخت کنند.

## تاریخچه
پاسپورت‌های تاریخی افغانستان به صورت تک‌برگی بودند، به عنوان نمونه در سال ۱۹۳۴ پاسپورت‌های مخصوصی برای سفر به هند در اختیار بازرگانان افغانستان قرار می‌گرفت که به دو زبان فارسی و فرانسوی بودند.
در دوره‌های بعدی پاسپورت به شکل یک کتابچه درآمد. پس از دورهٔ داوودخان اندازهٔ پاسپورت کوچک شد.
تعدادی پاسپورت عادی به رنگ سبز روشن و با طراحی متفاوت در دورهٔ دولت اسلامی افغانستان به چاپ رسیده‌است که باطل اعلان شده‌اند. در دورهٔ طالبان نیز پاسپورتی با نشان امارت اسلامی افغانستان چاپ شد که باطل اعلام شده‌اند.

## مشخصات
پاسپورت‌های کنونی افغانستان به شکل کتابچه صادر می‌شود؛ بر روی صفحهٔ اول آن به سه زبان پشتو، فارسی دری و انگلیسی نوشته شده‌است.

## پاسپورت افغانستان در رتبه‌بندی جهانی
طبق گزارش پاسپورت ایندکس در سال ۲۰۲۳، پاسپورت افغانستان در میان ۱۹۹ کشور جهان جایگاه آخر را به دست آورده‌است، که به شهروندان این کشور امکان سفر بدون ویزا به ۳ کشور جهان را می‌دهد. این کشورها شامل دومینیکا، هائیتی و میکرونزی است.